# Bataille de Reimerswaal
Guerre de Quatre-Vingts Ans
Batailles
- Chronologie de la guerre de Quatre-Vingts Ans
- Valenciennes
- Austruweel
- Rheindalen
- Heiligerlee
- Jemmingen
- Jodoigne
- Brielle
- 1er Flessingue
- Malines
- Goes
- Mons
- Haarlem
- 2e Flessingue
- Borsele
- Zuiderzee
- Alkmaar
- Leyde
- Reimerswaal
- Mook
- Lillo
- Zierikzee
- 1er Anvers
- 1er Bréda
- Gembloux
- Rijmenam
- 1er Deventer
- Maastricht
- 2e Bréda
- Açores
- 2e Anvers
- 3e Anvers
- Boksum
- Zutphen
- 1er Berg-op-Zoom
- Gravelines
- 3e Bréda
- 2e Deventer
- Groningue
- Huy
- 1er Groenlo1
- 2e Groenlo
- Turnhout
- Nieuport
- Ostende
- L'Écluse
- 3e Groenlo
- Saint-Vincent
- Gibraltar
- Saint-Vincent (1621)
- 2e Berg-op-Zoom
- 4e Bréda
- 4e Groenlo
- Matanzas
- Bois-le-Duc
- Abrolhos
- Slaak
- Maastricht
- 5e Bréda
- Cabañas
- Calloo
- Les Downs
- Saint-Vincent (1641)
- Hulst
- Cavite

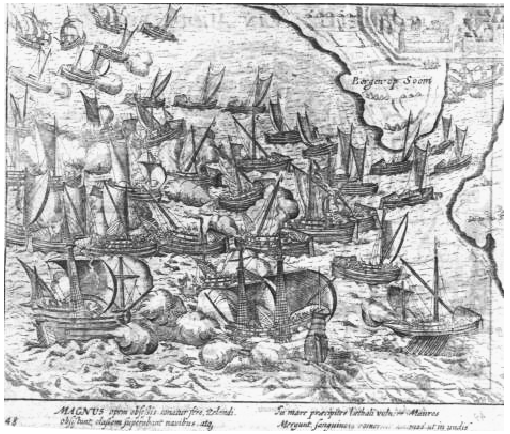
bataille de Reimerswaal

La bataille de Reimerswaal est une bataille navale qui a eu lieu au cours de la Guerre de Quatre-Vingts Ans entre la flotte espagnole et la flotte des Gueux. La bataille a eu lieu le 29 janvier 1574 sur l'Escaut oriental, non loin de Reimerswaal.
En avril 1572, les villes de Flessingue, Veere et Arnemuiden, sur l'île de Walcheren, se rallient à Guillaume d'Orange. Seul Middelbourg reste fidèle au roi d'Espagne. Pour cette raison, une longue bataille se déclenche sur l'île et Middelbourg est assiégé. Le commandant espagnol, Cristóbal de Mondragón, défend la ville avec courage et prudence. Mais une pénurie grandissante en nourriture, en armes et autres biens nécessaires se développe.
Une nouvelle tentative du commandant espagnol Sancho d'Avila de ravitailler la ville par la mer provoque la bataille.
La rencontre entre la flotte principale espagnole, dirigée par les amiraux Gérard de Glymes et Julián Romero, et la flotte des Gueux, dirigée par Lodewijk de Boisot et Joost de Moor (nl), a lieu le 29 janvier 1574 face à Reimerswaal. La flotte espagnole est entièrement vaincue et le 8 février Middelbourg capitule. Le dernier amiral bourguignon, Antoine III de Bourgogne Wakken, meurt au cours d'une sortie de la ville.
Selon Requesens, la bataille a été plus violente que celle de Lépante.

## Sources
- (nl) Cet article est partiellement ou en totalité issu de l’article de Wikipédia en néerlandais intitulé « Slag bij Reimerswaal » (voir la liste des auteurs).
- (nl) J. G. Kerkhoven, « Het jaar 1573 » dans Armamentaria no 8, 1973 [lire en ligne]